# ميل (قهاب رستاق)
میل (بالإنجليزية: Mil, Semnan)‏ هي مستوطنة تقع في إيران في قسم قهاب رستاق الريفي.